# Bruno Ibeh
Bruno Ibeh (Owerri, 15 aprile 1995) è un ex calciatore nigeriano, di ruolo centrocampista.

## Carriera
Ha giocato nella massima serie dei campionati uruguaiano ed israeliano.